# Paweł Jochemczyk
Paweł Jochemczyk (ur. 2 maja 1926 w Szopienicach, zm. 14 czerwca 2006 w Katowicach) – polski piłkarz występujący na pozycji obrońcy i pomocnika. Wicemistrz Polski 1955.

## Kariera piłkarska
Był zawodnikiem Stali Sosnowiec. W 1954 r. wywalczył awans do I ligi. W I lidze debiutował 20 marca 1955 r. w meczu Stal Sosnowiec - Górnik Radlin 4:0. Pierwszego gola w I lidze zdobył głową 19 czerwca 1960 r. w 55 min. meczu Stal Sosnowiec - Polonia Bytom (wynik 1:2). Ostatni mecz w I lidze oraz w barwach sosnowieckiej Stali zagrał 23 kwietnia 1961 r. (Polonia Bytom - Stal Sosnowiec 2:2).
W późniejszych latach był zawodnikiem Victorii Jaworzno, z którą w 1964 r. wywalczył awans do II ligi.

### Statystyki piłkarskie
W I lidze rozegrał 60 meczów i zdobył 1 bramkę jako zawodnik Stali Sosnowiec.
| Sezon     | Klub           | Liga          | Mecze | Gole | Uwagi             |
| --------- | -------------- | ------------- | ----- | ---- | ----------------- |
| 1950      | Stal Sosnowiec | II liga       | 4     | 2    |                   |
| 1953      | Stal Sosnowiec | II liga       | ?     | ?    |                   |
| 1953/1954 | Stal Sosnowiec | Puchar Polski | ?     | 0    | półfinał          |
| 1954      | Stal Sosnowiec | II liga       | 19    | 0    | awans do I ligi   |
| 1954/1955 | Stal Sosnowiec | Puchar Polski | 1     | 0    |                   |
| 1955      | Stal Sosnowiec | I liga        | 22    | 0    | wicemistrz Polski |
| 1955/1956 | Stal Sosnowiec | Puchar Polski | 1     | 0    |                   |
| 1956      | Stal Sosnowiec | I liga        | 3     | 0    |                   |
| 1956/1957 | Stal Sosnowiec | Puchar Polski | 2     | 0    | ćwierćfinał       |
| 1957      | Stal Sosnowiec | I liga        | 12    | 0    |                   |
| 1958      | Stal Sosnowiec | I liga        | 5     | 0    | spadek do II ligi |
| 1959      | Stal Sosnowiec | II liga       | 22    | 0    | awans do I ligi   |
| 1960      | Stal Sosnowiec | I liga        | 16    | 1    |                   |
| 1961      | Stal Sosnowiec | I liga        | 2     | 0    |                   |
|           | suma           | II liga       | ?     | 2    |                   |
|           | suma           | I liga        | 60    | 1    |                   |
|           | suma           | Puchar Polski | ?     | 0    |                   |

## Sukcesy
- wicemistrz Polski 1955 ze Stalą Sosnowiec
- awans do I ligi 1954 i 1959 ze Stalą Sosnowiec
- awans do II ligi 1964 z Victorią Jaworzno